# Crosskeya chrysos
Crosskeya chrysos là một loài ruồi trong họ Tachinidae.